# Pas assez de toi
Singles de Mano Negra
King Kong Five La Rançon du succès
Pas assez de toi est une chanson du groupe Mano Negra, sortie en 1990. Elle est issue de l'album Puta's Fever.
La chanson commence très calmement, avant de finir sur un son de guitare de Daniel Jamet. Le titre joue avec le refrain "Je peux très bien me passer de toi".

## Reprises
Pas assez de toi a été reprise par Stefie Shock sur son album Le Décor. 